# 日本美術技術博物館“マンガ”館

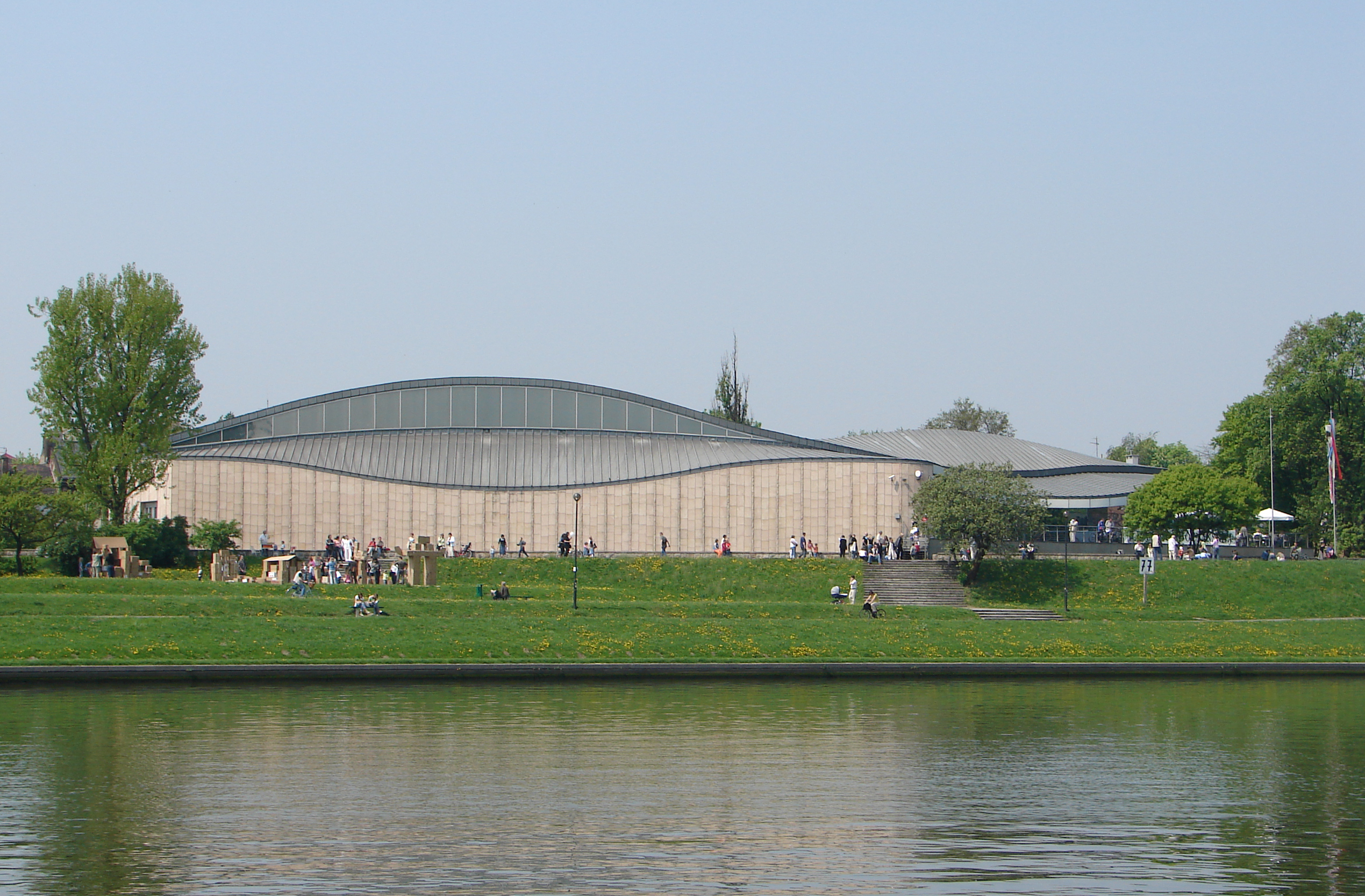
マンガ日本美術・技術博物館の遠景

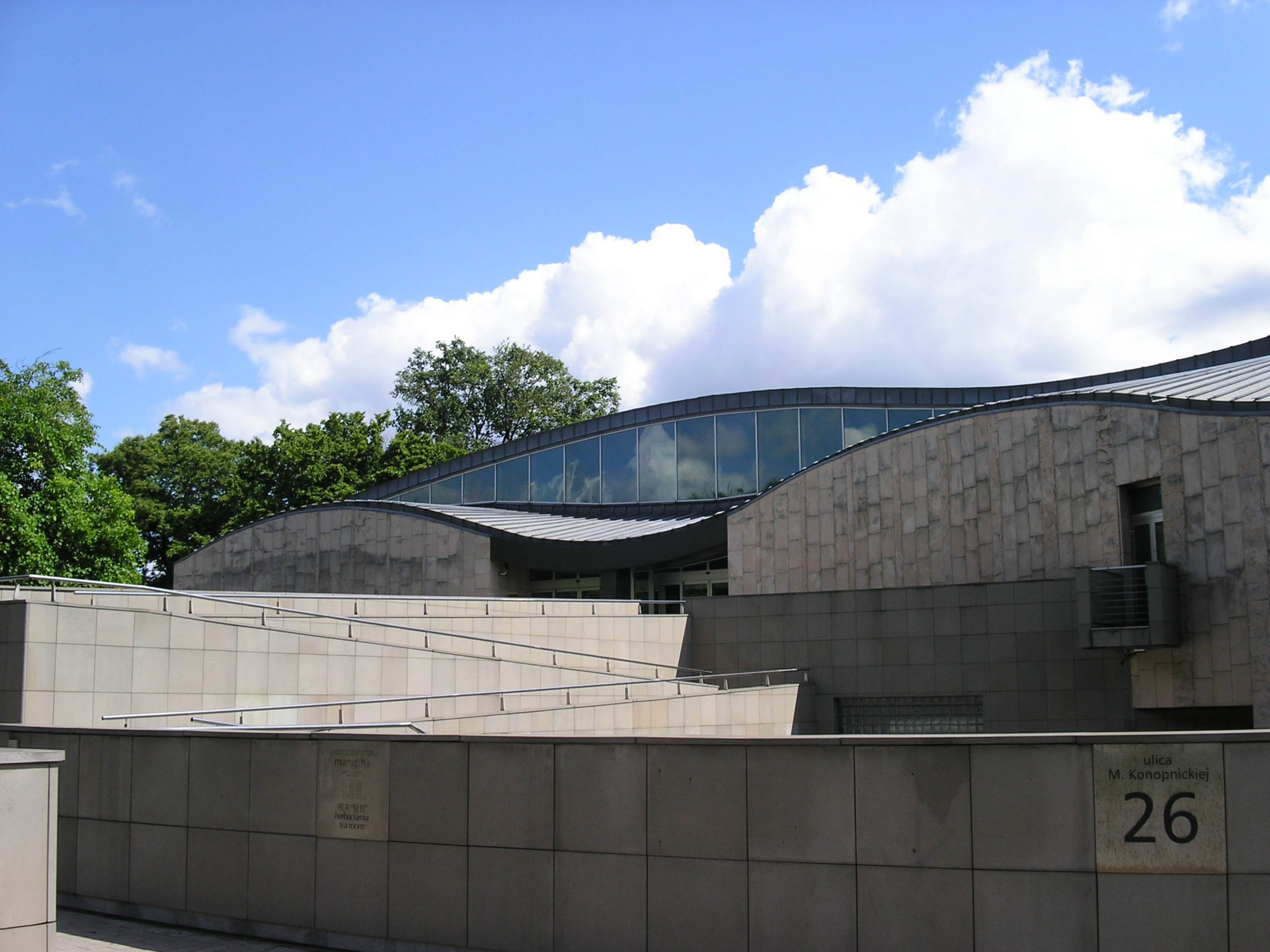
マンガ日本美術・技術博物館

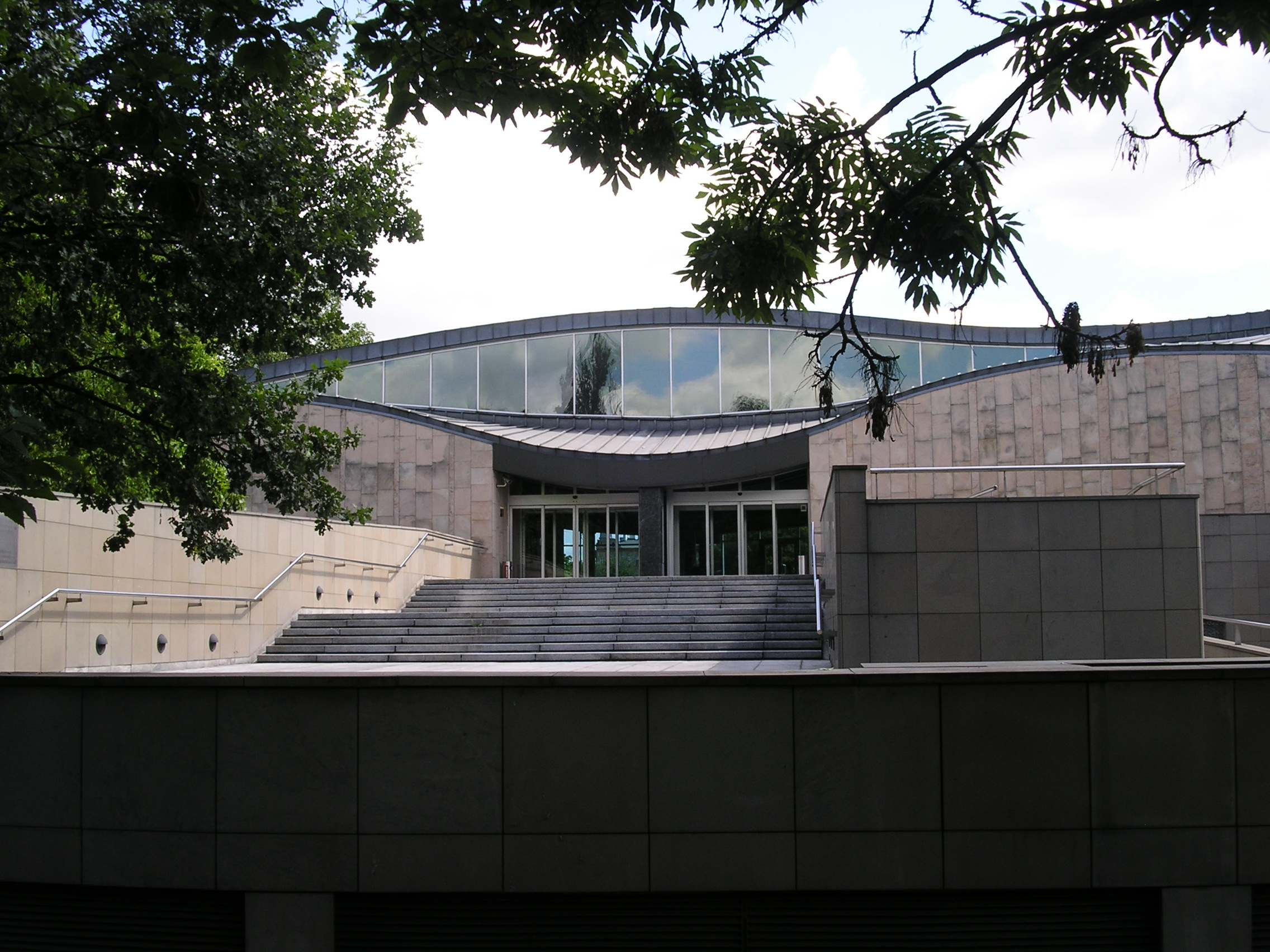
マンガ日本美術・技術博物館

日本美術技術博物館“マンガ”館（波: Muzeum Sztuki i Techniki Japońskiej „Manggha”、独: Museum der Japanischen Kunst und Technik Manggha）は、ポーランドのクラクフにある博物館である。旧称は、日本美術技術センター・マンガ館（波: Centrum Sztuki i Techniki Japońskiej Manggha）である。

## 歴史
1920年、国立クラクフ博物館に、フェリクス・"マンガ"・ヤシェンスキからその収集品の一部で6,500点にも及ぶ浮世絵、掛け軸、屏風、鎧、兜、刀剣、漆器、着物、印籠等の日本美術品が寄贈された。
その際、条件として課されたのが、これらが広く一般に公開されること、これらはバラバラに分散させるべきものではなく、分かちがたい1つの文化的な世界を呈しているものなので、1か所で公開してほしいというものであった。しかし、これらの収集品は1929年にマンガが死去した後、長きに渡って、梱包されたままになっていた。
第二次世界大戦の間、この収集品は当局から死蔵されたままになり、1944年初めて織物会館（スキェンニツェ）で一般に公開された。この展覧会を当時18歳のアンジェイ・ワイダが観覧しており、43年後の1987年にワイダが人類の精神的深化・高揚に著しく貢献したとして、稲盛財団から京都映画賞を受賞した際に、その賞金4500万円を基金として、「私が少年時代に、初めて日本の美術に触れた時に得たあの幸福感を、他の人々にも味わってもらいたい」と死蔵されているマンガの寄贈品を常設展示する美術館を建設する事を決意した。
博物館の建設資金は、日本政府、クラクフ京都財団により、提供された。更に、JR東労組が100万ドル、日本政府も300万ドルを寄付。クラクフ市も建設地を無償提供。磯崎新が無償で設計を手掛け、1994年、ヴィスワ川を挟んだヴァヴェル城の対岸にマンガ館が完成した。1994年11月30日に「日本美術技術センター・マンガ（館）」として開館した。開館当初はクラクフ国立美術館の一部門の扱いであった。
フェリクス・"マンガ"・ヤシェンスキの収集品の他に、博物館は日本語教室、生け花の展示、茶席などの催しも提供している。また盆栽協会もここに事務局を置いている。2002年7月11日には日本の平成期の天皇と皇后もマンガ博物館を表敬訪問した。
2004年12月1日以来、クラクフ国立美術館からは独立した別個の文化施設となっている。

## 建築
博物館の建築デザインは、日本の建築家・磯崎新によって、京都クラクフ財団に無償提供された。またポーランド側からは、J. Ewy & Jet Atelierのクシシュトフ・インガルデンが共同参画した。外観は、伝統的に多くの日本画のモチーフとされてきた「波」を想起させる不規則な曲線によって表現された屋根を特徴とし、その曲線が周囲のヴィスワ川の景観や庭園、また収蔵された作品群と絶妙な協和音を奏でる。またヴィスワ川沿いに隣接する庭園は、京都市によって寄贈された。この建築そのものが伝統的な日本美術へのオマージュとしての一つの作品であり、また同時に展示室以外にも、日本料理をベースにアレンジした創作メニューが味わえる「カフェ・マンガ」や、日本美術を意匠としたオリジナルグッズを販売する「マンガ・ショップ」のほか、京都クラクフ財団の本拠地でもあり、アンジェイ・ワイダのアーカイブや日本語学校、資料室、茶室も併設する総合的な日本文化センターである。
2006年に開催されたポーランドの"Polska. Ikony architektury"(「ポーランド ー 建築の偶像」)と題された建築コンペティションにおいて、当博物館が1989年以降にポーランド国内で建設された建築作品20選に選出された。